# アニメ会
アニメ会（アニメかい）は、日本のトークユニット。

## 概要
1999年、フリーの芸人である国井咲也（アニメ会最年長）と、浅草お兄さん会で知り合った漫才コンビ『ペイパービュウ』の三平×2がある日のライブ会場楽屋でアニメの話をした所、盛り上がって意気投合したことから結成。結成前は、二人とも隠れオタクであったと言う。
その後、2005年6月より『米粒写経』のサンキュータツオ、『ぽってかすー』の比嘉モエル（ぽってかすーでは、本名で活動）、西口プロレスで長州中力として活躍している亀子のぶおも加わり正式メンバーが5人となる。ただ、亀子はここ最近ネットラジオはおろかライブにも出られなかったため、幽霊部員状態である。しかし吉本興業入りを表明、吉本の所属芸能人の仕事内容のチェックの厳しさゆえ、2010年3月をもって会を脱退し、メンバーが4人となる。この3人は加入前からアニメ会のトークライブにゲスト参加していた。
イベントなどへの出演はないが、5人の他に作家としてみやじまこも参加していたが後に脱退した。みやじまこの脱退の理由は、アニメ会公式ホームページ「アニメ会公開秘密基地」の交換日記の2009年8月20日の交換日記によると「最近3カ月ほど連絡が取れない上ブログ更新も滞っていたため、メンバーで話し合った結果、脱退」とのことである。
準メンバー的な人物に元お笑いコンビ元・無免許ライダーのピン芸人セクシー川田がおり、ライブなどで係わりがある。

## 活動
（アニメなどの）二次元媒体と力強い笑いとの融合を旗印に、ライブ、司会、コラム執筆など精力的な活動を展開している。

### ライブ
ライブ活動として、「カミングアウト・トークライブ」と銘打たれた新機軸のライブ活動を現在までに30回以上行っている。ライブの内容は「萌え話」と呼ばれるもので、いわばアニメおたくの妄想話を話芸の域にまで昇華したものである。

### インターネットラジオ
2005年11月18日から2007年9月2日まで、作家の本田透と共にインターネットラジオ番組「二次元へいきまっしょい」を放送した。その後、本田透が仕事の多忙さを理由に番組を卒業することから一旦番組を終了し、2008年2月25日より同じコンセプトの番組「アニメ会の『ヲタめし!』」をスタートさせている（2012年末にネットラジオは一旦終了した）。
また、コミケにもブース出店抽選に当たれば販売者として参加している。しかし、抽選に漏れても、メンバーそれぞれは消費者として参加している。しかし、ブース出店抽選に当っても出店日以外のコミケ期間中は、消費者として参加している。

### 著作
- らぶくっく～おうちでメイドCafe～（イラスト：吉井ダン）

## 豆知識
- 三平、比嘉は個人でも同人誌制作を行っている。三平は「金属バット」と言う個人サークルを持つ。
- メンバーの話によると、メンバーと同じオタクでアニメ会よりも活動歴の長い漫才コンビはりけ〜んずより早く、お笑いに二次元を取り込んだと言う。
- 公式サイトでは、アニメ会がプロデュースしたTシャツを購入することができる。
- メンバー共通でアニメ業界の関係者とも親しい人物がおり、ネットラジオで公言している人物として作家、脚本家の雑破業と倉田英之、アニメ監督の舛成孝二がいる。